# Rhodalia miranda
Rhodalia miranda is een hydroïdpoliep uit de familie Rhodaliidae. De poliep komt uit het geslacht Rhodalia. Rhodalia miranda werd in 1888 voor het eerst wetenschappelijk beschreven door Haeckel. 